# Pier Luigi Ighina
Pier Luigi Ighina (Milano, 23 giugno 1908 – Imola, 8 gennaio 2004) ha svolto studi ed esperimenti basati su teorie che condividono alcuni aspetti con quelle di Wilhelm Reich sull'orgone e sono considerati pseudoscienza dalla comunità scientifica.

## Biografia
Pier Luigi Ighina nacque a Milano nel 1908. Da giovane si interessò allo studio della natura, delle forze motrici e dell'elettromagnetismo. Studiò a Milano, diventando tecnico in elettronica e radioelettronica.
Trovò lavoro come collaudatore prima alla Magneti Marelli, poi alla CGE (Compagnia Generale di Elettricità) e successivamente alla Ansaldo Lorenz di Genova. Dopo un corso di specializzazione in sistemi radiotelevisivi, nel 1926 scelse di arruolarsi come volontario nella Marina Militare come telegrafista.

### L'atomo magnetico
In questo periodo, le sue ricerche lo portarono a delineare il concetto di ritmo magnetico Sole-Terra, un'ipotesi che restò priva di riscontri scientifici.
Ighina basava tutte le sue idee sulla "filosofia della spirale", che egli riconduceva alla filomazia, incentrata sullo studio e sulle applicazioni della lettera ϕ (phi), che in matematica rappresenta la sezione aurea, e sul principio che tutta la materia sarebbe pervasa di frattali in stretto collegamento psicofisico tra loro. Ighina riteneva che tramite l'applicazione di questo ipotetico "principio filomatico" sarebbe stato possibile migliorare la vita dell'uomo attraverso la costruzione di "manufatti elettromagnetici".
Ighina dichiarò di aver scoperto ed osservato durante i suoi studi  l'"atomo magnetico", tramite un particolare microscopio di sua invenzione, e di averlo diviso in due monopoli magnetici: il monopolo positivo sarebbe l'energia solare, che arriva alla terra in forma spiraliforme e riscalda tramite frizione, mentre dalla terra partirebbe il monopolo negativo, che si ricondurrebbe al Sole tramite un ciclo a spirale contraria. Lo scontro tra queste due ipotetiche particelle pulsanti creerebbe la vita e la materia, ognuna caratterizzata da un proprio ritmo.
Sempre secondo Ighina, al centro del Sole vi sarebbe un cuore magnetico che pulsa al ritmo del cuore umano.

### Le rivendicazioni sui rapporti con Marconi
Ighina sosteneva di aver lavorato a stretto contatto con Guglielmo Marconi, dopo averlo conosciuto per caso grazie ad un conte di Imola lontano parente di entrambi, di essere stato suo assistente e di averlo coadiuvato in numerose scoperte pur rimanendo nell'ombra.
È noto che Ighina frequentava spesso la Fondazione Guglielmo Marconi, ma nessuna delle affermazioni sul suo lavoro con lo scienziato risulta comprovata dalla documentazione di Marconi o della Fondazione.
Ighina sostenne anche che la morte improvvisa di Marconi fosse dovuta ad un esperimento sull'"atomo magnetico" condotto da Marconi senza la sua supervisione e conclusosi in maniera tragica.

### Il ritorno a Imola e le invenzioni
Nel 1937, il medesimo anno della morte di Marconi, Ighina ritornò a Imola, andando a vivere presso il marito della sorella. Ad Imola fondò il "Centro internazionale di studi magnetici" in viale Romeo Galli 4, che nonostante il nome prese la forma di una associazione senza fini accademici.
Ighina sosteneva, grazie alle invenzioni da lui rivendicate, di poter rigenerare cellule morte, allontanare terremoti e allontanare o avvicinare nuvole.
Un resoconto di queste attività venne pubblicato in un libro del 1954, L'atomo magnetico, che raccoglieva idee quali una "valvola antisismica", ipotetici metodi alternativi per la trasmissione di immagini televisive, ipotesi su come effettuare analisi del suolo in profondità, annullare radiazioni e inquinamento e produrre energia elettrica dal nulla. Nessuna di queste invenzioni risulta mai essere stata testata in condizioni di verifica sperimentale né brevettata; Ighina stesso, in una intervista a Report rilasciata all'età di 90 anni, affermò di aver provato più volte a proporre ad altri le sue "invenzioni" ma di non aver mai avuto riscontri positivi, spiegando ciò con motivazioni di natura complottistica. A proposito della "macchina della pioggia", ad esempio, disse: «Ho mandato questa idea in Africa. Sa cosa mi hanno detto? "Se la prenda e la porti via perché noi guadagniamo sulla mancanza di acqua"». Ha inoltre dichiarato di non voler brevettare alcuna delle sue invenzioni, dicendo di ritenere che «il sapere è una cosa comune ed è giusto che venga utilizzato da tutti».
La "macchina della pioggia" era un marchingegno composto da una grossa elica da elicottero rivolta verso l'alto e da due gruppi di tubi situati uno in superficie e uno sottoterra, caricati entrambi con polvere di alluminio. Secondo l'ipotesi di Ighina, non supportata da alcun riscontro scientifico, i tubi si caricherebbero con l'energia solare, che sarebbe poi usata per produrre l'allontanamento delle nuvole qualora l'energia emessa fosse di "polarità positiva" (in quanto entrerebbe in contrasto con la presunta "polarità positiva" delle nuvole), mentre qualora l'energia rilasciata dai tubi fosse "negativa" tale polarità provocherebbe l'innesco di un processo di attrazione che determinerebbe l'avvicinamento delle nuvole fino al raggiungere uno stato di nuvolosità tale da consentire lo scatenarsi della pioggia.
Luigi Fanton, collaboratore di Ighina, sostiene che questi, dopo aver annunciato di aver concluso un esperimento con successo, rifiutava di ripeterlo di fronte ad altri, sostenendo di aver smontato i macchinari per costruirne altri. Ighina sosteneva di temere per la sua vita a causa di quella che riteneva essere la "scomodità" delle sue invenzioni: nella già citata intervista a Report affermò: "Se mi prendono mi fanno fuori".
Ighina morì nel 2004, all'età di 95 anni, nella sua casa di Imola; le sue idee hanno ancora seguito tra gli appassionati di pseudoscienze e nell'ambiente del complottismo, pur non avendo prove di funzionamento pratico e non essendo riconducibili alle conoscenze scientifiche assodate.

### Influenze culturali
L'album di canzoni Pollution di Franco Battiato, pubblicato nel 1972, contiene una lunga citazione di Ighina. Il giovane Battiato definisce la sua opera un "Gesto sonoro in sette atti dedicato al Centro Internazionale Studi Magnetici".
La copertina del disco riporta un avviso emesso dal Centro datato 25 settembre 1972, in cui si presenta una riunione di tutti i "centri internazionali studi magnetici" che sarebbe avvenuta in Francia il 14 settembre successivo. Secondo il volantino, si sarebbe comunicato che a Imola era stato inaugurato il più grande "stroboscopio magnetico" al mondo.